# Parade's End
 (срп. Крај параде) је британска минисерија из 2012. у режији Сузан Вајт базирана на тетралогији Форда Мадокса Форда истог наслова. Сценарио је написао познати британски драматург Том Стопард, а главне улоге тумаче Бенедикт Камбербач и Ребека Хол.
Серија је наишла на добар пријем код критичара и номинована је за 6 награда БАФТА и 5 награда Еми.

### Радња
Почетком друге деценије 20. века, Кристофер Тиџенс (Бенедикт Камбербач), аристократа врло чврстих моралних убеђења, започиње турбулентан брачни живот са Силвијом (Ребека Хол), прелепом, али и веома манипулативном женом, која у аристократским круговима ужива огроман углед. Кристофер је одлучан да остане веран својој жени упркос њеној неверности, али се његов живот мења када упозна младу суфражеткињу Валентајн Ваноп (Аделајд Клеменс).

### Улоге
- Бенедикт Камбербач као Кристофер Тиџенс
- Ребека Хол као Силвија Тиџенс
- Аделајд Клеменс као Валентајн Ваноп
- Миранда Ричардсон као госпођа Баноп
- Џенет Мактир као госпођа Сатертвејт
- Руперт Еверет као Марк Тиџенс
- Стивен Грејам као Винсент Макмастер
- Ен-Мари Даф као Идит